# Katherine Martínez
Katherine Martínez (Caracas, siglo XX) es una abogada, activista y defensora de los derechos humanos venezolana. En 2008, fundó y es la directora de la ONG Prepara Familia, que se dedica a acompañar y defender los derechos humanos de los niños, niñas y adolescentes hospitalizados y con patologías crónicas del Hospital de Niños J. M. de los Ríos, así como de las mujeres cuidadoras. En 2024, fue reconocida como una de las mujeres más influyentes del mundo en la lista 100 Mujeres de la BBC.

## Trayectoria
Inició la carrera en Derecho en la Universidad Central de Venezuela (UCV), a los 16 años. Mientras estudiaba y durante unos 5 años, en Caracas, fue voluntaria de la clínica jurídica de la UCV, creada con el apoyo de la Asociación Nacional de Clínicas y Asistencia Jurídica Voluntaria (Asocliva) y la iglesia católica, con sede de la Parroquia La Pastora. Tras graduarse, ejerció como abogada independiente y siguió realizando trabajo comunitario.
Como parte de su labor comunitaria, entre 2002 y 2007, formó parte de grupos de mujeres que daban asistencia a las mujeres (madres, abuelas o hermanas) que cuidaban a los menores internados en el Hospital de Niños J. M. de los Ríos en Caracas, uno de los centros de medicina para niños, de referencia. Por otro lado, en 2007, comenzó a trabajar con mujeres víctimas de violencia de género, y en 2013, fundó la organización Una Luz frente a la Violencia y el Maltrato.
En 2008, fundó la ONG Prepara Familia, con el objetivo de fortalecer la asistencia con insumos médicos, la formación a las madres, el apoyo y acompañamiento legal y la creación de actividades culturales y de recreación dentro del Hospital de Niños J. M. de los Ríos. Como consecuencia de los altos niveles de desnutrición en Venezuela, la ONG Prepara Familia también creó en 2020 un centro para ofrecer de manera gratuita suplementos nutritivos y vitaminas a niños y mujeres embarazadas. Además, mantienen un registro sobre violaciones de los derechos humanos contra los niños y las mujeres que los cuidan en el entorno hospitalario, asesorando a las víctimas para exigir que se cumplan las leyes en esta materia. También luchan para que el Sistema de Procura de Órganos y Tejidos venezolano, suspendido desde 2017, se reactive y funcione adecuadamente, porque de acuerdo a las cifras de Prepara Familia, fallecieron al menos 75 niños y adolescentes con enfermedades crónicas mientras esperaban un trasplante, durante 2017 y 2022.
Como defensora de los derechos humanos, solicitó medidas cautelares contra el gobierno venezolano ante la Comisión Interamericana de Derechos Humanos (CIDH), por la crisis sanitaria vivida en el país desde 2014 y agravada en 2017, por un brote infeccioso en el que murieron niños hospitalizados en el J. M. de los Ríos, que fueron emitidas en 2018 para ser implementadas en el servicio de nefrología, y ampliadas a 13 servicios más del hospital, en 2019. Después de haber sido víctima de diversos eventos de amenazas, intimidaciones y actos de hostigamiento desde 2017, en 2020, con el apoyo del Centro de Justicia y Paz (Cepaz) y Acción Solidaria, el CIDH solicitó medidas de protección a favor de Martinez, tras considerar que “se encontraba en una situación de gravedad y urgencia por riesgo de daño irreparable de sus derechos”, solicitando al gobierno venezolano la adopción de todas las medidas necesarias para la protección de su vida e integridad personal y la investigación de los hechos.

## Reconocimientos
Katherine Martínez fue reconocida en 2019 con el Premio de Derechos Humanos de la Embajada de Canadá en Venezuela y el Centro para la Paz y los Derechos Humanos Padre Luis María Olaso de la UCV, distinción que reconoce desde 2009, a personas e instituciones que promueven, difunden y defienden los derechos humanos en Venezuela.
En 2024, fue incluida como una de las mujeres más influyentes del mundo en la lista 100 Mujeres de la BBC, por su labor humanitaria enfocada en la salud infantil y el apoyo a las mujeres cuidadoras, a través de la ONG Prepara Familia, con la que provee de ropa, medicamentos, comida y apoyo psicológico a los niños ingresados en Hospital de Niños J. M. de los Ríos, en Caracas. Fue reconocida junto a otras 15 mujeres de América Latina, y otras figuras destacadas como Nadia Murad, Premio Nobel de la Paz y la activista Gisèle Pélicot.